# Битва при Октодуре
Битва при Октодуре — сражение между племенами варагров и седунов (с одной стороны) и XII легионом под предводительством Сервия Сульпиция Гальбы (с другой), произошедшее в 57 году до н. э. у города Октодура.

## Предыстория
Цезарь, отправляясь в Италию после победы над белгами, отправил XII легион под командованием Сервия Сульпиция Гальбы к нантуатам, вараграм и седунам с целью обезопасить дорогу через Альпы. После нескольких столкновений эти племена заключили с римлянами мир. Сервий Гальба решил разместить две когорты у нантуатов, а сам с остальными когортами остался зимовать у варагров в городе Октодуре. Город был разделён рекой на две равные части, в одной из которых римляне расположили свой лагерь, укрепив его валом и рвом. Спустя несколько дней жители ушли из другой части города, которую заняли войска варагров и седунов. На военном совете римляне решили защищать лагерь.

## Ход битвы
Кельты начали сбегать с высот и обстреливать вал камнями и копьями. Римляне сначала отбивались, но ввиду своей малочисленности они не могли долго сражаться против 30-тысячного войска. Бой продолжался в течение шести часов, силы и снаряды римлян были на исходе. Кельты уже начали ломать вал и засыпать ров. Таким образом, положение оказалось критическим. Тогда римляне решили прорываться. Гальба приказал прервать на некоторое время сражение и лишь обороняться от снарядов. Затем они бросились из ворот, обошли кельтов со всех сторон и перебили более трети вражеского войска. Остальные кельты обратились в паническое бегство.

## Последствия
Хотя Гальба и одержал победу, но на следующий день после битвы он увёл войска в земли аллоброгов, где и перезимовал. Однако, Гальба достиг главной цели — торговый путь в Альпах был обезопасен.